# Duplominona septentrionalis
Duplominona septentrionalis är en plattmaskart som beskrevs av Martens 1983. Duplominona septentrionalis ingår i släktet Duplominona och familjen Monocelididae. Arten är reproducerande i Sverige. Inga underarter finns listade i Catalogue of Life.